# Morti nell'814
| Questa pagina contiene informazioni ricavate automaticamente dalle voci biografiche con l'ausilio del template Bio e di un bot. L'aggiornamento è periodico e automatico e ricostruisce completamente la pagina. Se manca una persona in questa lista, sei pregato di non aggiungerla, ma accertati piuttosto che la sua voce biografica contenga il template Bio e che i dati anagrafici siano correttamente compilati. Se il template Bio manca, inseriscilo tu stesso o, in alternativa, metti l'avviso {{tmp\|Bio}} che ne segnala la mancanza. Se i dati riportati sono sbagliati, correggi direttamente la voce biografica; le modifiche saranno visibili in questa lista entro pochi giorni. Per chiarimenti vedi il progetto biografie. La lista contiene solo le 10 persone che sono citate nell'enciclopedia e per le quali è stato implementato correttamente il template Bio. Pagina aggiornata al 2 giu 2025. |

- 28 gennaio - Carlo Magno, sovrano franco (n. 742)
- 18 febbraio - Angilberto di Saint-Riquier, abate, santo e poeta franco
- 4 aprile - Platone di Bitinia, religioso e santo bizantino
- 13 aprile - Krum, sovrano bulgaro
- Giorgio d'Antiochia, arcivescovo e santo bizantino
- Guarniero I della marca orientale, nobile franco
- Iltigario, vescovo franco
- Oddone da Metz, architetto franco (n. 742)
- Giorgio Sincello, storico bizantino
- Waldo di Reichenau, abate e vescovo cattolico tedesco